# Seeds of Success
Seeds of Success (SOS) is een natuurbeschermingsproject dat is gericht op het verzamelen en bewaren van zaden van planten uit de Verenigde Staten. De planten die uit deze zaden worden opgekweekt, worden gebruikt voor het stabiliseren en herstellen van natuurlijke gebieden in de Verenigde Staten. 
Het Bureau of Land Management introduceerde het project in 2001 in samenwerking met de Millennium Seed Bank. Hierna sloten andere organisaties zich bij het project aan. 
Het project heeft sinds 2001 zaden van meer dan zesduizend accessies verzameld. De zaden worden gebruikt voor pogingen tot herstel van habitatten, onderzoek naar de levensvatbaarheid van zaden en het onderzoek naar protocollen. Ook worden zaden voor gebruik op de langere termijn opgeslagen in zadenbanken. 

## Selectie van partners en samenwerkende organisaties
- Botanic Gardens Conservation International, afdeling Verenigde Staten
- Brooklyn Botanic Garden
- Center for Plant Conservation
- Chicago Botanic Garden
- Lady Bird Johnson Wildflower Center
- Millennium Seed Bank
- New England Wild Flower Society
- North Carolina Botanical Garden
- Plant Conservation Alliance
- United States Botanic Garden